# Глен Роуз (Тексас)
Глен Роуз (енгл. Glen Rose) град је у америчкој савезној држави Тексас. По попису становништва из 2010. у њему је живело 2.444 становника.

## Демографија
Према попису становништва из 2010. у граду је живело 2.444 становника, што је 322 (15,2%) становника више него 2000. године.
| Група             | 2000.         | 2010.         |
| Белци             | 1.757 (82,8%) | 1.869 (76,5%) |
| Афроамериканци    | 6 (0,3%)      | 16 (0,7%)     |
| Азијати           | 8 (0,4%)      | 24 (1,0%)     |
| Хиспаноамериканци | 325 (15,3%)   | 477 (19,5%)   |
| Укупно            | 2.122         | 2.444         |